# Bistum Sivagangai

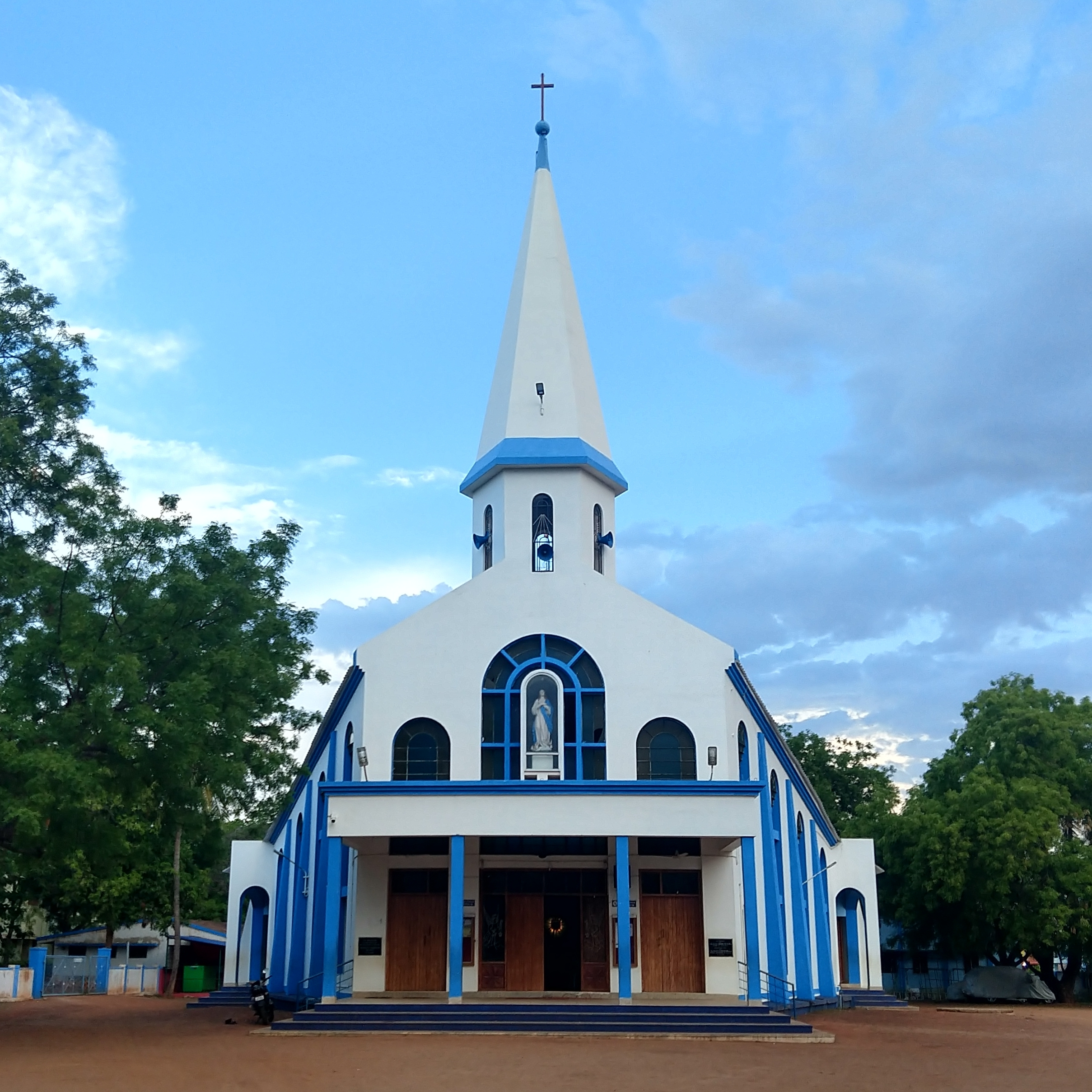
Alangara Annai Kathedrale

Das Bistum Sivagangai (lat.: Dioecesis Sivagangaiensis) ist eine in Indien gelegene römisch-katholische Diözese mit Sitz in Sivaganga (Sivagangai).

## Geschichte
Das Bistum Sivagangai wurde am 3. Juli 1987 durch Papst Johannes Paul II. mit der Apostolischen Konstitution Quae maiori aus Gebietsabtretungen des Erzbistums Madurai errichtet und diesem als Suffraganbistum unterstellt.

## Territorium
Das Bistum Sivagangai umfasst die Distrikte Ramanathapuram und Sivaganga im Bundesstaat Tamil Nadu.

## Bischöfe von Sivagangai
- Edward Francis, 1987–2005
- Jebalamai Susaimanickam, 2005–2020
- Lourdu Anandam, seit 2023